# Желтопузик
Желтопу́зик или глухарь (лат. Pseudopus apodus), — безногая ящерица из семейства веретеницевых (Anguidae). Единственный современный вид рода панцирные веретеницы (Pseudopus).

## Описание
Желтопузик не имеет ног, хотя и является ящерицей: передних конечностей нет совсем, а задние представлены двумя бугорками около анального отверстия. Это наиболее крупный представитель семейства веретеницевых: особи могут достигать длины 1,5 м.

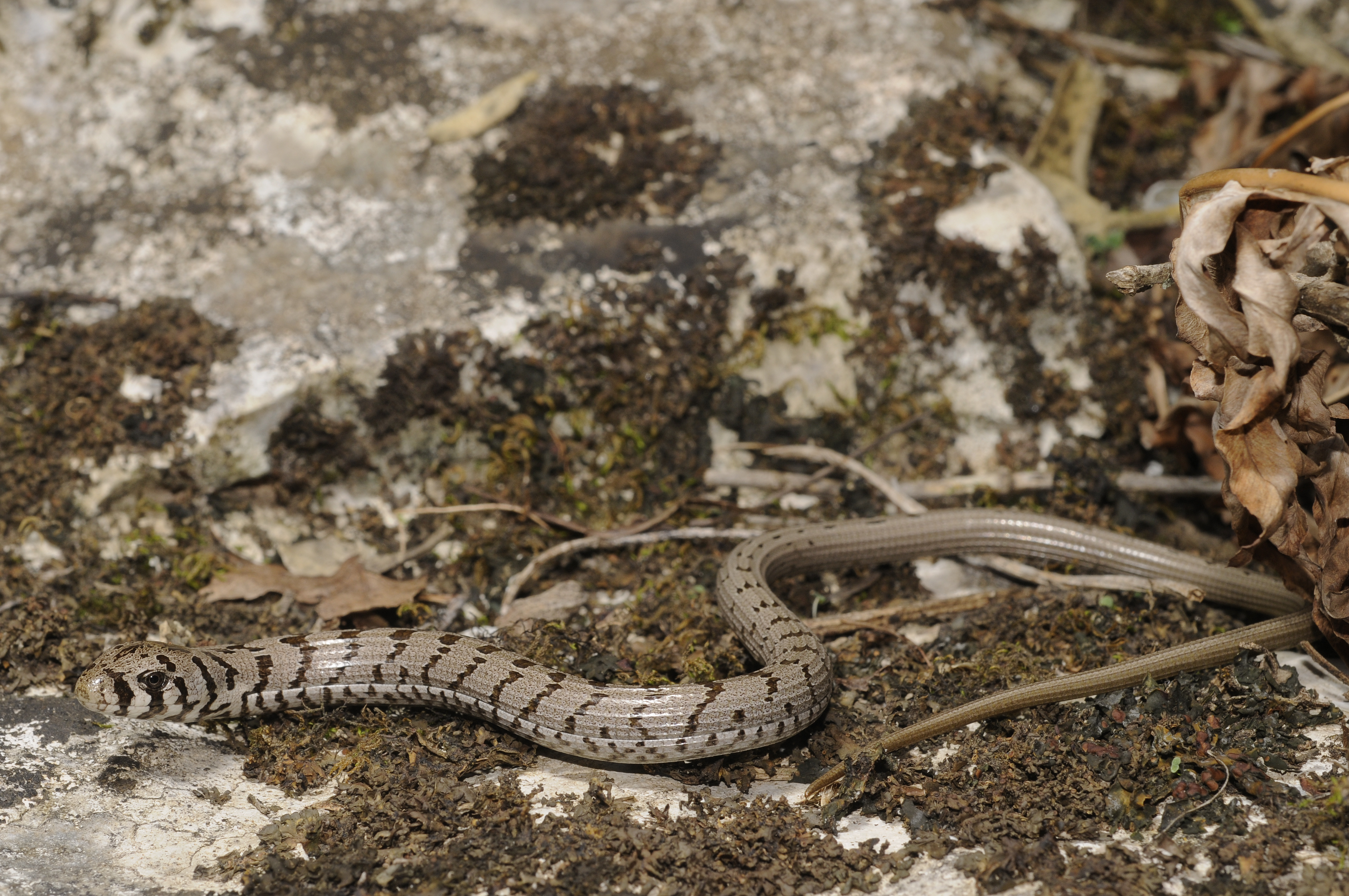
Молодой желтопузик

Голова у желтопузика четырёхгранная с заостренной мордой. Змеевидное туловище немного сжато с боков. Оно переходит в длинный хвост, на который приходится около двух третей общей длины животного. Взрослые желтопузики имеют однообразную оливково-бурую окраску, иногда с красноватым оттенком. Под чешуёй желтопузиков находятся костные пластинки (остеодермы).
Желтопузики, как и все веретеницевые, не имеют ядовитых желез и ядопроводящих зубов. Укус желтопузика не может вызвать отравление у человека.

## Ареал
Распространён от Балканского полуострова, Малой и Передней Азии до Ирака и Ирана. В пределах постсоветского пространства он встречается на южном берегу Крыма, черноморском побережье Краснодарского края, в Грузии, Предкавказье, Закавказье, южном Казахстане, Кыргызстане, Узбекистане и Туркменистане.

## Образ жизни

### Питание
Питается преимущественно насекомыми, моллюсками и членистоногими, в частности жуками, улитками и слизнями. Иногда охотится и на небольших позвоночных животных.

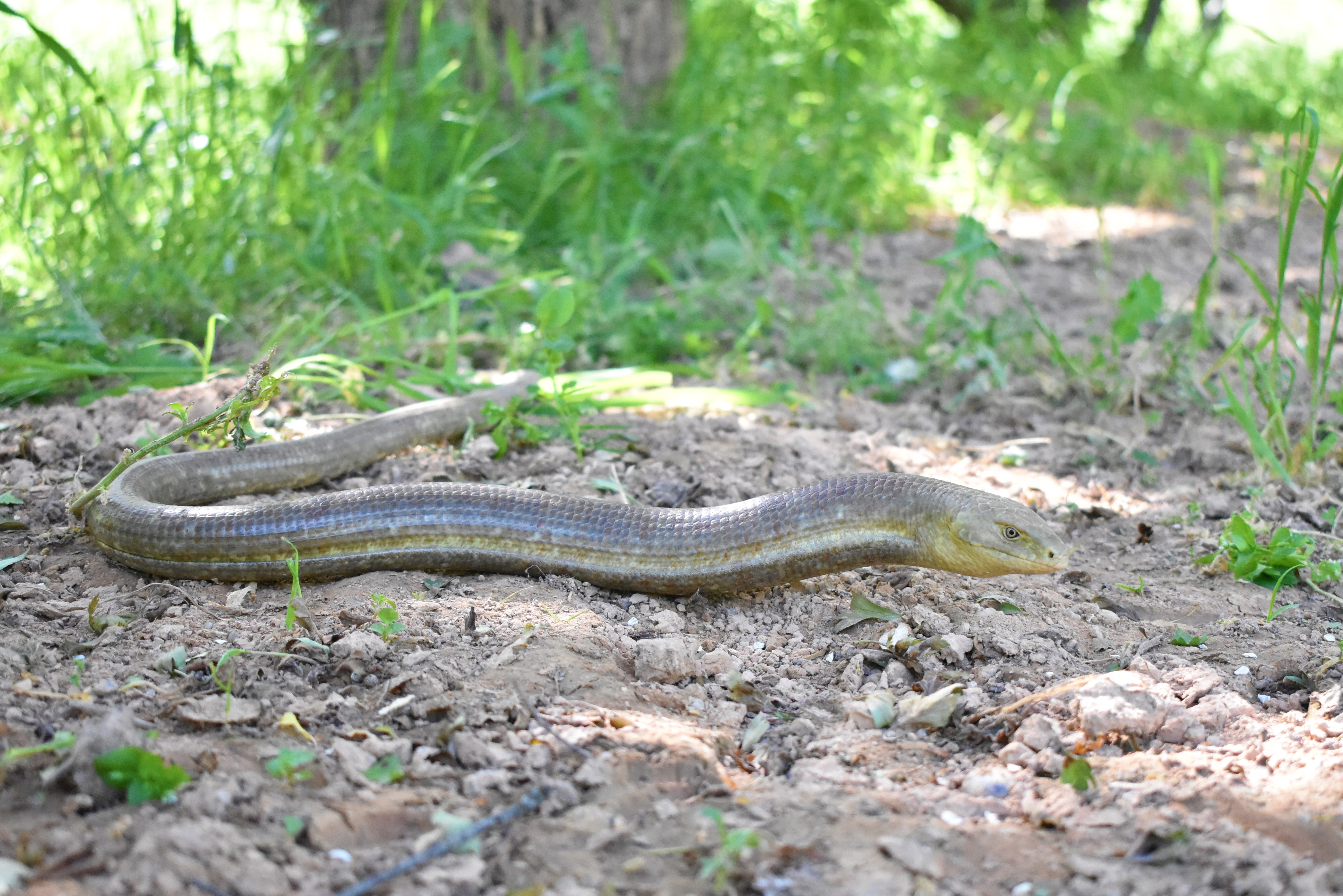

### Размножение
Самка откладывает по 4—14 яиц и охраняет их. Были задокументированы схватки самцов желтопузика, происходившие как в присутствии самки, так и без неё.

## Охрана
Как исчезающий вид желтопузик занесен в Красную книгу Украины и в Красную книгу Казахстана, как находящийся под угрозой исчезновения — в Красную книгу Краснодарского края. Охраняется в Аксу-Жабаглинском природном заповеднике в Казахстане, в природных заповедниках Крыма — Ялтинском горно-лесном, «Мысе Мартьян», Крымском и Казантипском. В качестве мер по сохранению вида рекомендуются переселение ящериц из угасающих городских популяций на ближайшие охраняемые территории, усиление охраны Караларской степи, реинтродукция вида в Карадагском и Опукском природных заповедниках, а также проведение разъяснительной работы с населением.

## В культуре

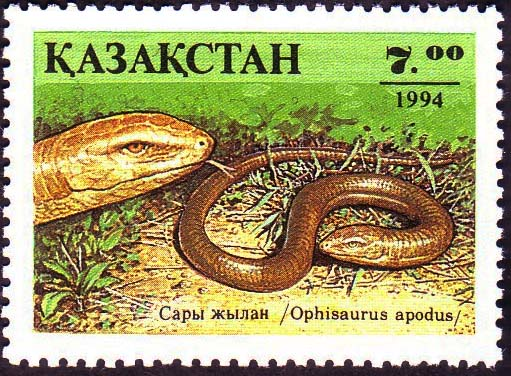
Марка Казахстана

Желтопузики изображали большую часть змей (которых панически боится главный герой) в фильме Стивена Спилберга «Индиана Джонс: В поисках утраченного ковчега».

## Подвиды
Выделяют 3 подвида:
- Pseudopus apodus apodus — восточное причерноморье, Закавказье и восточное Предкавказье, Средняя Азии
- Pseudopus apodus levantinus — южная Турция, западная Сирия, северный и центральный Израиль. Вероятно обитание в Ливане и северо-западной Иордании
- Pseudopus apodus thracius — Греция, Болгария, западная Турция, адриатическое побережье Балкан.